# Salvacañete
Salvacañete ist ein Ort und eine zentralspanische Gemeinde (municipio) mit 288 Einwohnern (Stand: 2024) im Norden der Provinz Cuenca in der Autonomen Region Kastilien-La Mancha. 

## Lage und Klima
Salvacañete liegt auf der Westseite des Iberischen Gebirges in einer Höhe von ca. 1210 m. Die Provinzhauptstadt Cuenca befindet sich gut 66 Kilometer (Fahrtstrecke) westlich. Das Klima im Winter ist gemäßigt, im Sommer dagegen warm bis heiß. Regen (514 mm/Jahr) fällt das ganze Jahr über.

## Bevölkerungsentwicklung
| Jahr      | 1970 | 1981 | 1991 | 2001 | 2011 | 2021 |
| Einwohner | 651  | 360  | 361  | 329  | 319  | 290  |

## Sehenswürdigkeiten

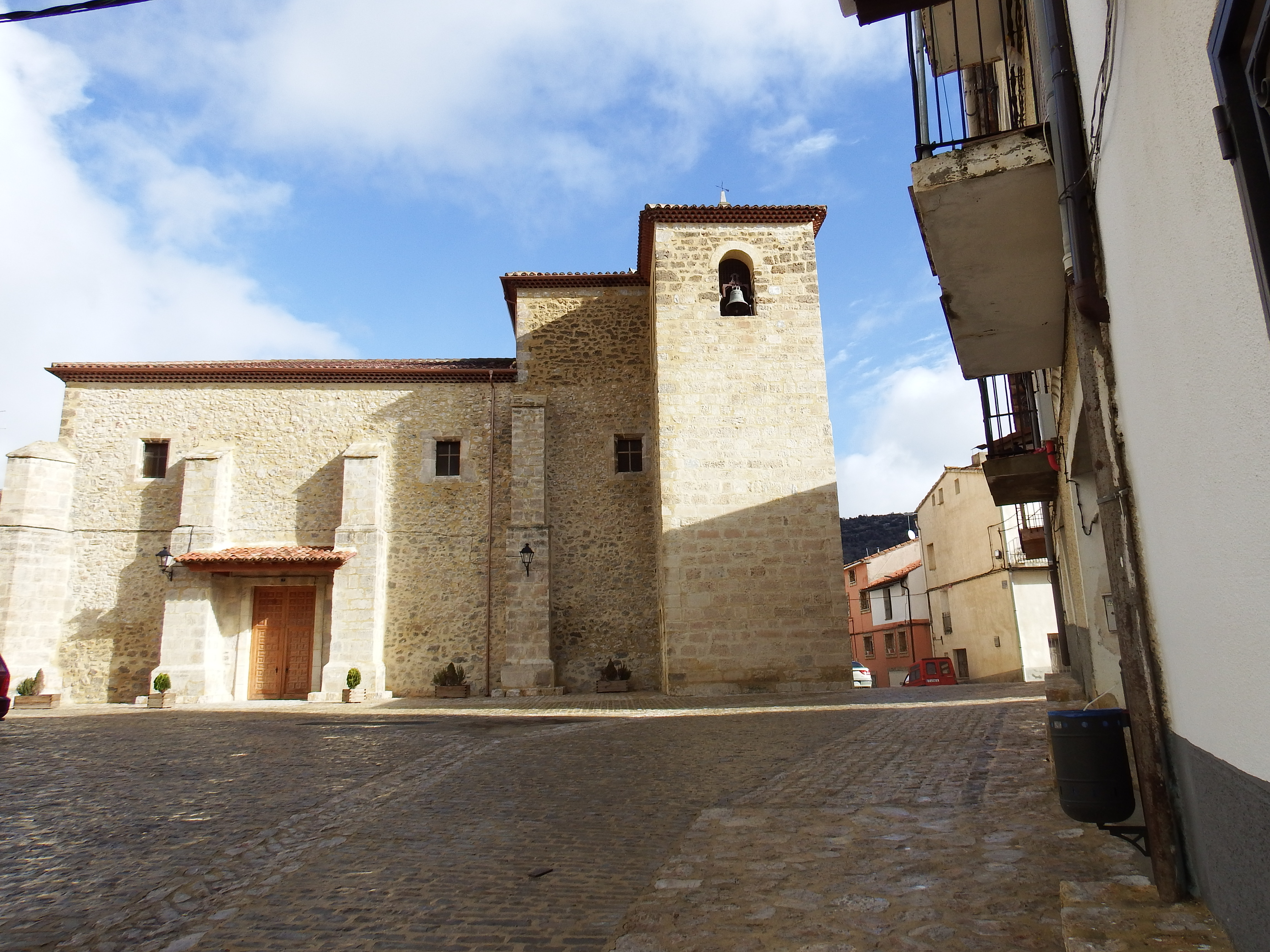
Kirche Mariä Himmelfahrt
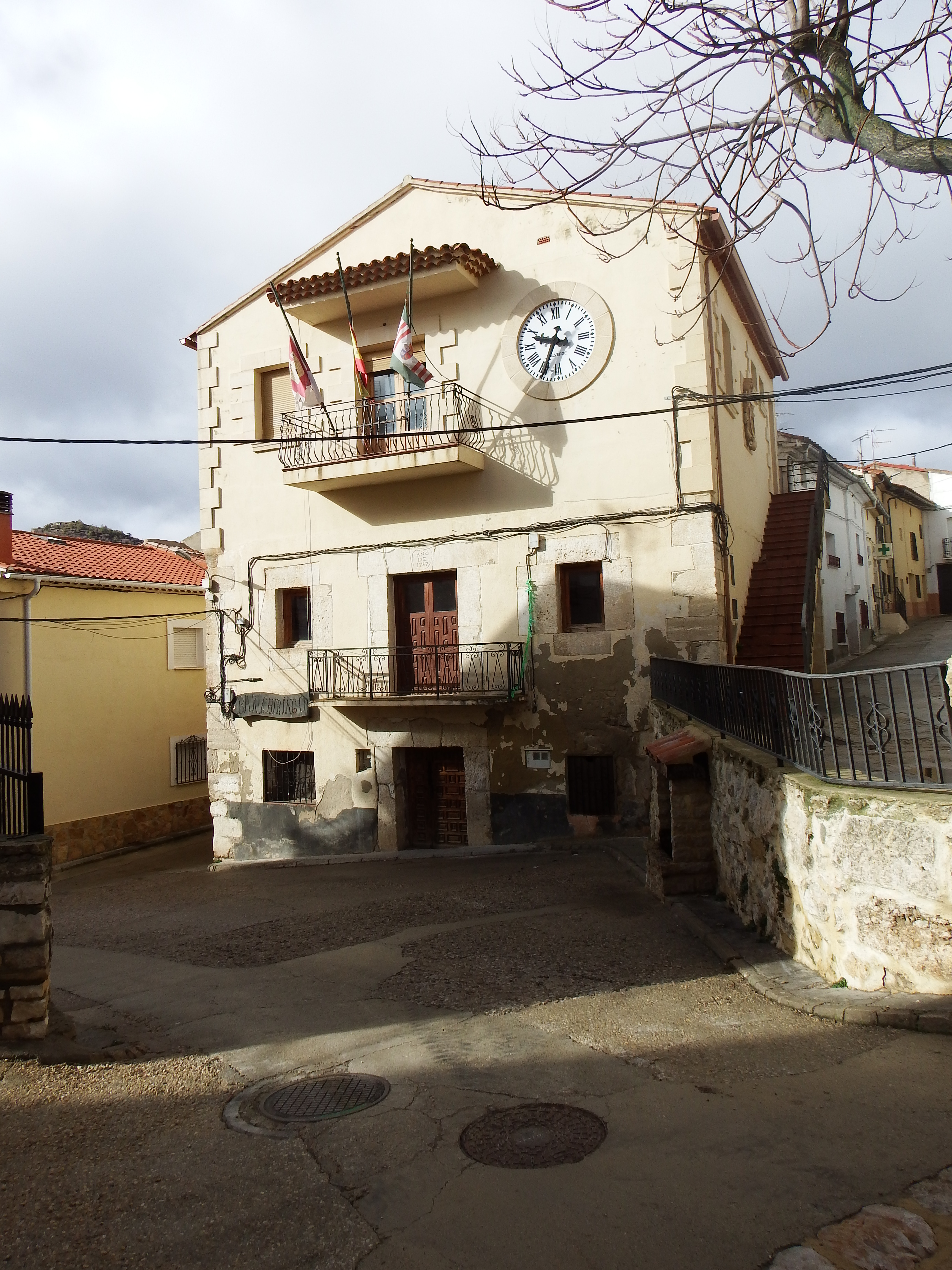
Rathaus

- Kirche Mariä Himmelfahrt
- Rathaus